# Istituto nazionale di ricerche spaziali del Brasile
L'Istituto nazionale di ricerche spaziali (INPE) (in portoghese Instituto Nacional de Pesquisas Espaciais) è un istituto brasiliano che fu creato nel 1961. L'istituto dispone di strutture in dieci città: San Paolo, Brasilia, Atibaia, Cachoeira Paulista, Cuiabá, Eusébio, Natal, Santa Maria, São Martinho da Serra e São Luís e la sua sede è nella città di São José dos Campos, Stato di San Paolo.
La missione dell'INPE è promuovere e attuare studi, ricerche scientifiche, sviluppo tecnologico e formazione di risorse umane, nei settori della scienza spaziale e dell'atmosfera, delle applicazioni spaziali, della meteorologia e dell'ingegneria e tecnologia spaziale, come pure in campi correlati, quali le politiche e gli orientamenti fissati dal Ministero della Scienza e Tecnologia del Brasile.
Le attività attualmente sviluppate dall'INPE cercano di dimostrare che l'uso della scienza e della tecnologia spaziale possono influenzare la qualità di vita della popolazione brasiliana e lo sviluppo del Paese.